# Ilek (rzeka)
Ilek (ros.: Илек; kaz.: Елек, Jelek) – rzeka w północno-zachodnim Kazachstanie i w Rosji zauralskiej, lewy dopływ Uralu. Długość – 623 km (z Żarykiem – 699 km), powierzchnia zlewni – 41,3 tys. km², średni przepływ – 40 m³/s.
Ilek wypływa na północno-zachodnich zboczach Mugodżarów i płynie na północny zachód. Przepływa przez Aktobe, wpływa do Rosji, ostatnie 100 km przed ujściem stanowi granicę kazachsko-rosyjską. Uchodzi do Uralu we wsi Ilek. Największy dopływ – Chobda (l.).